# Sumă vidă
În matematică o sumă vidă este o sumă în care numărul termenilor este zero. Modul natural de dezvoltare a sumelor nevide este sub forma:
{\displaystyle s_{m}=\sum _{i=1}^{m}a_{i}=a_{1}+\cdots +a_{m}}
unde {\displaystyle s_{m}} este suma pimilor {\displaystyle m} termeni din șirul: {\displaystyle a_{1}}, {\displaystyle a_{2}}, {\displaystyle a_{3}}, ... Asta satisface relația de recurență
{\displaystyle s_{m}=s_{m-1}+a_{m}}
cu condiția să se folosească următoarea convenție naturală: {\displaystyle s_{0}=0}.
Cu alte cuvinte, o „suma” {\displaystyle s_{1}} cu un singur termen se evaluează prin acel singur termen, în timp ce o „suma” {\displaystyle s_{0}} fără termeni este evaluată la 0.
Permiterea unei „sume” cu doar 1 sau 0 termeni reduce numărul de cazuri care trebuie luate în considerare în multe formule matematice. Asemenea „sume” sunt puncte de pornire naturale în demonstrațiile bazate pe inducție, precum și în algoritmi. Din aceste motive, convenția „suma vidă are valoarea zero” este o practică standard în matematică și programare și este considerată elementul neutru aditiv (presupunând că domeniul are un element zero). Din același motiv, produsul vid⁠(d) este considerat a fi elementul neutru multiplicativ.
Pentru sumele altor obiecte (cum ar fi vectorii, matricile, polinoamele), valoarea unei sume vide este considerată ca fiind elementul neutru aditiv.

## Exemple

### Combinații liniare vide
În algebra liniară o bază a unui spațiu vectorial V este o submulțime liniar independentă⁠(d) B astfel încât fiecare element din V este o combinație liniară⁠(d) a lui B. Convenția sumei vide permite spațiului vectorial zerodimensional V = {0} să aibă o bază, și anume, mulțimea vidă.